# Tutub
Tutub fou una ciutat que depenia d'Eshunna. Correspon a la moderna Khafajah o Khafaje, a la governació de Diyala a l'Iraq, a la riba del riu Diyala,a fluent del Tigris. Va ser establerta a la segona meitat del tercer mil·lenni. Va romandre sota dependència d'Eshnunna fins al final d'Ur III. Cap al 1850 aC es va rebel·lar i es va fer independent. Un temps després, al segle xviii aC, d'Eshnunna fou conquerida per Babilònia. Samsuiluna hi va construir una fortalesa anomenada Dur-Samsuiluna. El descobriment de 112 tauletes al temple de Sin que eren part de l'arxiu oficial van permetre conèixer algunes coses de la seva història. 57 de les tauletes estan a l'Institut oriental de Chicago i la resta al Museu Arqueològic de l'Iraq.
| Rei         | regne        | Notes                                                     |
| ----------- | ------------ | --------------------------------------------------------- |
| Abdi-Erah   | vers 1820 aC | Sobirà d'Eshnunna, Contemporani de Sumu-abum de Babilònia |
| Adi-madar   |              | Sobirà d'Eshnunna                                         |
| Sumina-arim |              |                                                           |
| Iku-pi-Sin  |              |                                                           |
| Isme-bali   |              |                                                           |
| Tattanum    |              | Contemporani de Belakum d'Eshnunna                        |
| Hammi-dusur | vers 1800 aC | Contemporani de Sumu-la-El de Babilònia                   |
| Warassa     |              | Sobirà d'Eshnunna                                         |

El jaciment arqueològic es compon de quatre munts (A, B, C, i D), sent el principal el A que inclou un temple oval de Sin i el temple de Nintu. La fortalesa de Dur-Samsuiluna pertany als munts B i C. El D conté cases particulars i un temple del déu Sin on s'han trobat els arxius. Fou excavada en 7 campanyes als anys trenta del segle xx pel "Oriental Institute of Chicago", sota direcció d'Henri Frankfort, Thorkild Jacobsen i Pinhas Delougaz.